# Trường Cao đẳng Điện lực Thành phố Hồ Chí Minh
Trường Cao đẳng Điện lực lực TP Hồ Chí Minh (tiếng Anh: Hochiminh Electric Power College) là một cơ sở chuyên cung cấp nguồn nhân lực cho ngành điện tại Việt Nam.

## Lịch sử
Sau 1975: Trường Kỹ thuật Gia Định được Bộ Đại học & Trung học chuyên nghiệp tiếp quản.
Ngày 20/10/1976: Trường Công nhân kĩ thuật điện được thành lập dựa trên trường Kỹ thuật Gia Định theo quyết định số 101/TTg và 05/VPQĐ của Thủ tướng Chính phủ và Bộ Đại học & Trung học chuyên nghiệp.
Năm 1997: Trường Công nhân Kỹ thuật điện được nâng cấp và đổi tên thành Trường Trung học Điện 2, trực thuộc Công ty Điện lực 2, theo Quyết định số 818QĐ-TCCB của Bộ trưởng Bộ Công nghiệp.
Ngày 6/4/2000: Trường chuyển về trực thuộc Tổng công ty Điện lực Việt Nam dựa trên quyết định  số 25/2000 /QĐ-BCN.
Ngày 21/9/2015: Trường được nâng cấp và đổi tên thành Trường Cao đẳng Điện lực thành phố Hồ Chí Minh theo quyết định số 5314/QĐ-BGD&ĐT.

## Chất lượng đào tạo

### Đội ngũ giảng viên
Tính đến tháng 3 năm 2017, trường có 286 giảng viên. Trong đó có 8 tiến sĩ, 127 thạc sĩ và 151 giảng viên có trình độ đại học.